# Gabriel Palmero
Gabriel Felipe Arrocha (Santa Cruz de La Palma, 15 de enero de 2002) deportivamente conocido como Gabriel Palmero, es un futbolista hispano-malasio que juega como defensa en el Unionistas de Salamanca de la Primera Federación, cedido por el C. D. Tenerife.

## Trayectoria

### U. D. Las Palmas
Nacido en Santa Cruz de La Palma, se formó en las categorías inferiores del Tenisca, con cuyo primer equipo debutó a los 15 años, el 12 de abril de 2017, en una derrota como local por 2-1 ante el Estrella en Tercera División. Poco después se incorporó a las divisiones juveniles de la U. D. Las Palmas, firmando una renovación de contrato el 16 de octubre de 2018.
Pasó a formar parte de Las Palmas Atlético de forma estable para la temporada 2023-24, en la quinta categoría del fútbol español. Debutó con el primer equipo el 31 de octubre de 2023, ingresando como sustituto en los minutos finales por el goleador Julián Araujo, en la victoria por 3-0 ante el Manacor en la Copa del Rey.

#### Cesión al Tenisca
Regresó al Tenisca en calidad de cedido el 31 de enero de 2020; inicialmente fue inscrito en el equipo juvenil, aunque también disputó dos encuentros con el primer equipo. De regreso a los Amarillos en julio, jugó en el conjunto juvenil antes de ser ascendido al Las Palmas "C" en la Tercera División RFEF al año siguiente.

#### Cesión a la Gimnástica Segoviana
El 4 de agosto de 2024, fue cedido por una temporada al Gimnástica Segoviana, equipo de la Primera Federación.

#### C. D. Tenerife
El 3 de enero de 2025, su cesión fue interrumpida de forma anticipada, y fue cedido al C. D. Tenerife, también en un acuerdo temporal; inicialmente fue asignado al Tenerife "B" en la Segunda Federación. Debutó profesionalmente con el primer equipo del Tenerife el 17 de mayo de 2025, como titular en la derrota por 1-0 ante el F. C. Cartagena, en un partido entre dos equipos ya descendidos de la Segunda División. Al acabar la temporada finalizó su contrato con la U. D. Las Palmas y se convirtió en jugador del club tinerfeño.

#### Cesión al Unionistas
El 15 de julio de 2025 fue cedido al Unionistas de Salamanca.

## Selección nacional
En marzo de 2025, fue convocado por la selección de fútbol de Malasia como jugador de ascendencia malaya. Se unió a la concentración del equipo nacional ese mismo mes en Johor Bahru, junto al también jugador de ascendencia extranjera Hector Hevel, como parte de la preparación para la tercera ronda de la Clasificación para la Copa Asiática 2027.
Hizo su debut internacional con Malasia el 29 de mayo de 2025 en un amistoso internacional contra Cabo Verde, que finalizó con empate 1-1. Fue titular y disputó 78 minutos, destacando una ocasión de gol en el minuto seis con un disparo lejano que se estrelló en el poste. Su actuación fue destacada por su tranquilidad y la rápida compenetración con sus compañeros. Tras el encuentro, expresó su compromiso con la mejora continua y señaló que la comunicación dentro del equipo no fue un problema, ya que se utilizaba el inglés como idioma común. También agradeció el apoyo recibido y reafirmó su dedicación para contribuir al equipo nacional.
Actualizado al último partido jugado el 17 de mayo de 2025.
| Club                             | País   | Año       | PJ | Goles |
| -------------------------------- | ------ | --------- | -- | ----- |
| S. D. Tenisca                    | España | 2017      | 1  | 0     |
| U. D. Las Palmas "C"             | España | 2020–2023 | 55 | 7     |
| S. D. Tenisca (cesión)           | España | 2020      | 2  | 0     |
| Las Palmas Atlético              | España | 2022–2024 | 33 | 0     |
| Gimnástica Segoviana (cesión)    | España | 2024–2025 | 13 | 0     |
| C. D. Tenerife "B" (cesión)      | España | 2025      | 14 | 1     |
| C. D. Tenerife (cesión)          | España | 2025–act. | 1  | 0     |
| Unionistas de Salamanca (cesión) | España | 2025-     |    |       |